# Sacriportus
Sacriportus was een antieke plaats in de Italische regio Latium. Het lag op het grondgebied van de huidige gemeente Colleferro.
Sacriportus lag aan de bovenloop 
van de Tolerus (Sacco) aan de Via Labicana tussen Praeneste en Signia. In het voorjaar van 82 v.Chr. werd hier het leger van Gaius Marius minor op vernietigende wijze door Lucius Cornelius Sulla verslagen. Marius vluchtte daarop naar Praeneste.